# 1312
1312 је била преступна година.

## Догађаји
- Грађански рат у Србији (1301—1312) Грађански сукоб између два брата Драгутина и Милутина који започет 1301. године завршава мировним споразумом. Пошто је био у рату и са братом и са угарским краљем, Карлом Робертом, Драгутин је био принуђен да се измири са братом Милутином.
- Битка код Галипоља (1312) између Краљевине Србије и Османског царства, завршена је потпуном победом Срба које је водио велики војвода Новак Гребострек.

### Март
- 22. март — Папа Климент V укинуо француски монашки витешки ред Темплара.

### Непознат датум
- 1311-1312 — Сабор у Вјену

## Рођења

### Јун
- 13. новембар — Едвард III Плантагенет, енглески краљ